# Ivan Smith
Ivan Smith (* 1973) ist ein britischer Mathematiker, der sich mit Symplektischer Topologie befasst und deren Wechselwirkung mit algebraischer Geometrie, niedrigdimensionaler Topologie und Dynamik. Er ist Professor an der Universität Cambridge.

## Leben
Smith studierte an der Universität Oxford, an der er 1999 bei Simon Donaldson promoviert wurde (Symplectic Geometry of Lefschetz Fibrations). Er ist in Cambridge am Gonville & Caius College.
Smith leitete unter anderem Knoteninvariante aus der symplektischen Geometrie ab. Mit Nick Sheridan wandte er Spiegelsymmetrie in der symplektischen Topologie an.
2007 erhielt er den Whitehead-Preis für seine Arbeiten in symplektischer Topologie (wobei die Breite der angewandten Techniken aus algebraischer Geometrie und Topologie hervorgehoben wurde) und 2013 den Adams-Preis. 2023 wurde Smith zum Mitglied der Royal Society gewählt.

## Schriften
- mit R. P. Thomas, Shing-Tung Yau: Symplectic conifold transitions, J. Diff. Geom., Band 62, 2002, S. 209–242
- mit Nick Sheridan: Rational equivalence and Lagrangian tori on K3 surfaces, Comm. Math. Helveticae, Band 95, 2002, S. 301–337
- mit Kenji Fukaya, Paul Seidel: Exact Lagrangian submanifolds in simply-connected cotangent bundles, Invent. Math., Band 172, 2008, S. 1–27.
- mit Denis Auroux: Lefschetz pencils, branched covers and symplectic invariants. In: Symplectic 4-manifolds and algebraic surfaces (Cetraro, 2003), Lect. Notes in Math. 1938, Springer, 2008, 1–53, Arxiv
- mit Mohammed Abouzaid: Homological mirror symmetry for the 4-torus, -Duke Math. J., Band 152, 2010, S. 373–440, Arxiv
- Floer cohomology and pencils of quadrics, Inventiones Mathematicae, Band 189, 2012, S. 149–250, Arxiv
- A symplectic prolegomenon, Bulletin AMS, Band 52, 2015, S. 415–464, Online
- Quiver algebras as Fukaya categories, Geom. Topol., Band 19, 2015,  2557–2617, Arxiv
- mit Mohammed Abouzaid: Khovanov homology from Floer cohomology, Arxiv 2015
- mit Mohammed Abouzaid: The symplectic arc algebra is formal, Duke Math. J., Band 165, 2016, S. 985–1060,  Arxiv
- mit Nick Sheridan: Symplectic topology of K3 surfaces via mirror symmetry, Journal of the American Mathematical Society, Band 33, 2020, S. 875–915, Arxiv
- mit Nick Sheridan: Lagrangian cobordism and tropical curves, Journal für die reine und angewandte Mathematik (Crelle’s Journal), Arxiv 2018